# Falso testimonio
El falso testimonio es una actividad delictiva que se produce cuando un sujeto falta a la verdad en sus declaraciones ante una autoridad judicial. Según el régimen jurídico de cada país, pueden incluirse también las declaraciones prestadas ante otras autoridades.
Es considerado un delito contra la Administración de Justicia al infringir los intereses relativos al eficaz funcionamiento de la actividad judicial estatal. 
Además de los testigos, las leyes pueden hacer sujetos de este delito a los peritos o intérpretes, y también a las partes en el procedimiento civil o al imputado en el procedimiento penal.
La entidad encargada de la administración de justicia busca las pruebas que le servirán de fundamento para sus decisiones, por eso las personas que declaran falsamente deben ser sancionadas, pues ponen en riesgo la correcta aplicación de las leyes.
De la misma forma, las leyes pueden establecer como delito la presentación de testigos o intérpretes en un juicio a sabiendas de que van a incurrir en falsedad.
En la mayoría de las legislaciones latinas, se refiere a la alteración de la verdad en las declaraciones judiciales. En las legislaciones germánicas o de países anglosajones, es caracterizado por el incumplimiento del juramento de decir verdad (perjurio).
Este delito puede cometerse de distintas formas: afirmación de una falsedad, negación de la verdad y ocultación de ésta o reticencia.

## Historia[1]
El nacimiento y evolución de este concepto ha dependido de la idea de justicia. Cuando la justicia se consideraba una misión religiosa, el falso testimonio era una violación a la santidad del juramento. Más tarde, al convertirse el testimonio en instrumento para hacer prevalecer los derechos de las personas, el falso testimonio se volvió una ofensa para los derechos individuales.
En Grecia, este delito se consideraba violación de preceptos religiosos y penales. En Esparta se castigaba con la pérdida de la ciudadanía, pues atentaba contra las buenas costumbres y la disciplina pública. En estos contextos donde no toda la población sabía escribir, la prueba escrita no tenía gran valor y debía ser completada con juramento y testigos, por lo que el testimonio oral tenía gran importancia.
Algunas legislaciones donde se castigaba este delito son las Leyes de Hammurabi,  Derecho Hebraico, Leyes de Manú, en el antiguo Derecho Chino, El Corán, el derecho de Fenicia y Cártago, Derecho Romano, Ley Cornelia de falsis, Ley Cornelia de sicariis, El Digesto, Derecho Canónico, Legislación Barbárica, Derecho francés, Derecho italiano, Código austriaco y el Código alemán.
En el Antiguo Derecho Romano las sanciones a este delito se justificaban porque se entendía que desfigurar la realidad conllevaba a una ofensa a la divinidad y de esta manera se exponía a toda la comunidad a una venganza divina.

## Psicología del testimonio
La psicología del testimonio implica la aplicación de los conocimientos sobre procesos cognitivos a la obtención y valoración de la prueba testifical (Manzanero, 2008).
Los factores que afectan la memoria del testigo pueden clasificarse generalmente en tres: las condiciones de codificación, las de retención y las de recuperación. 

### Condiciones de codificación
Las condiciones de codificación dependen de los factores del testigos (diferencias individuales) y factores del suceso. Entre los factores del testigos los más importantes son género, edad, nivel de implicación en los hechos, conocimientos/experiencias previas, ansiedad, expectativas y creencias.
Los factores del suceso más relevantes son las condiciones perceptivas en que el delito tuvo lugar, tipo de suceso, grado de violencia, duración, y presencia de elementos impactantes.

### Condiciones de retención
El tiempo transcurrido desde que el delito tuvo lugar hasta que se toma declaración al testigos, el número de veces que el testigo ha relatado los hechos y la contaminación de los recuerdos con información falsa son los factores que más pueden afectar a la exactitud de los testimonios.

### Condiciones de recuperación
El formato de los interrogatorios puede afectar a la calidad y exactitud de los testimonios. Preguntas mal elaboradas pueden llevar a los testigos a informar de detalles que nunca tuvieron lugar.

## La coerción como estrategia
La coerción consiste en presionar a alguien aprovechándose de la fuerza o de cierta autoridad para obligar o impedir que actúe de una determinada forma o limitar una acción. 
El sistema legal presenta una tolerancia cero respecto al uso de la coerción como medio de conseguir determinadas cosas, como es en este caso un testimonio. Sin embargo existe un tipo de coerción que no supone dolor o amenaza de daño. Esta sería la coerción psicológica, de interés para el ámbito judicial. 
Mediante este tipo de coerción se pretende incitar al sospechoso a confesar convenciéndole de que no existe otra salida y que además esto será beneficioso para él. Pero, no siempre este método proporciona resultados exactos ya que el uso de este puede tener consecuencias con respecto a las confesiones falsas. Esto se debe a que ante una situación de presión y hostilidad el sospechoso puede admitir su participación en el delito aún sin estar implicado.
Esto se consigue creando una situación de sugestionabilidad debido a que el sospechoso está convencido por el interrogador de que su sentencia es inevitable. Sus negaciones no son escuchadas, constantemente es persuadido para lograr su confesión además de que se genera una situación de ansiedad advirtiéndole de las consecuencias negativas que tendrá para él no decir la “verdad”
Por lo tanto, aunque las confesiones realizadas mediante coerción puedan resultar inexactas a veces, el uso de ésta a menudo resulta una táctica factible para conseguir la confesión de un sujeto sospechoso.

## Sujetos
Para que el testimonio cumpla su objetivo comunicativo debe darse entre al menos dos sujetos: uno que expresa (sujeto activo) y otro que recibe la información (sujeto pasivo).

### Sujeto activo
El sujeto activo es quien es llamado a declarar, es decir, el testigo, la persona que estuvo presente en el lugar de los hechos pero no participó de ellos.
El testigo solo puede deslindarse de su deber de declarar por dos motivos: incapacidad o incompatibilidad. 
Algunos casos de deslinde por incompatibilidad son la defensa de sí mismo, el secreto profesional o el acuse a parientes. Una de las incapacidades más importantes es la del menor de edad, pero sus especificaciones cambian en las legislaciones de cada país.
Las personas con enfermedades mentales, ebrios o sordomudos tienen la obligación de declarar y según la evaluación del estado de sus facultades, serán o no acusados del delito. En algunos códigos se exime de pena a quienes declaran falsamente por temor a causarse un daño a sí mismos o a algún familiar.
La penas, excepciones y especificaciones de cada caso en particular son atendidas en las legislaciones de cada país. 

### Sujeto pasivo
Según Giovanni Dattino, el sujeto pasivo es cualquiera que sea afectado por la falsedad, ya sea el acusado en el juicio penal o el contrario en el civil.
Ricardo Levene sostiene que el sujeto pasivo en este delito es siempre la sociedad, pues es atacada en su derecho de administrar justicia en la fe pública judicial. 
En cada legislación tiene sus acepciones, en algunas solo se considera delito si se comete frente a un magistrado o alguna autoridad judicial.

## Elementos
Giovanni Dattino divide los elementos de este delito en:
- Formal: deposición, pericia o interpretación ante el juez.
- Sustancial: afirmación de lo falso o negación u ocultación de lo verdadero.
- Intencional o dolo: conciencia de la ocultación, afirmación o negación.
- Material: daño a la justicia o al particular.

## España
En España el delito de falso testimonio está regulado por la Ley Orgánica 10/1995 de 23 de noviembre del Código Penal, la cual regula los aspectos descritos anteriormente:

Artículo 458.
1. El testigo que faltare a la verdad en su testimonio en causa judicial, será castigado con las penas de prisión de seis meses a dos años y multa de tres a seis meses.
2. Si el falso testimonio se diera en contra del reo en causa criminal por delito, las penas serán de prisión de uno a tres años y multa de seis a doce meses. Si a consecuencia del testimonio hubiera recaído sentencia condenatoria, se impondrán las penas superiores en grado.
3. Las mismas penas se impondrán si el falso testimonio tuviera lugar ante Tribunales Internacionales que, en virtud de Tratados debidamente ratificados conforme a la Constitución Española, ejerzan competencias derivadas de ella, o se realizara en España al declarar en virtud de comisión rogatoria remitida por un Tribunal extranjero.
Artículo 459.
Las penas de los artículos precedentes se impondrán en su mitad superior a los peritos o intérpretes que faltaren a la verdad maliciosamente en su dictamen o traducción, los cuales serán, además, castigados con la pena de inhabilitación especial para profesión u oficio, empleo o cargo público, por tiempo de seis a doce años.
Artículo 460.
Cuando el testigo, perito o intérprete, sin faltar sustancialmente a la verdad, la alterare con reticencias, inexactitudes o silenciando hechos o datos relevantes que le fueran conocidos, será castigado con la pena de multa de seis a doce meses y, en su caso, de suspensión de empleo o cargo público, profesión u oficio, de seis meses a tres años.
Artículo 461. Redacción según Ley Orgánica 15/2003, de 25 de noviembre.
1. El que presentare a sabiendas testigos falsos o peritos o intérpretes mendaces, será castigado con las mismas penas que para ellos se establecen en los artículos anteriores.
2. Si el responsable de este delito fuese abogado, procurador, graduado social o representante del Ministerio Fiscal, en actuación profesional o ejercicio de su función, se impondrá en cada caso la pena en su mitad superior y la de inhabilitación especial para empleo o cargo público, profesión u oficio, por tiempo de dos a cuatro años.
Artículo 462.
Quedará exento de pena el que, habiendo prestado un falso testimonio en causa criminal, se retracte en tiempo y forma, manifestando la verdad para que surta efecto antes de que se dicte sentencia en el proceso de que se trate. Si a consecuencia del falso testimonio, se hubiese producido la privación de libertad, se impondrán las penas correspondientes inferiores en grado.

## México
El Código Penal Mexicano rige las siguientes disposiciones en el Capítulo V - Falsedad en declaraciones judiciales y en informes dados a una autoridad.
Artículo 247. Se impondrán de cuatro a ocho años de prisión y de cien a trescientos días multa:
Al que interrogado por alguna autoridad pública distinta de la judicial en ejercicio de sus funciones o con motivo de ellas, faltare a la verdad.
Al que soborne a un testigo, a un perito o a un intérprete, para que se produzca con falsedad en juicio o los obligue o comprometa a ello intimándolos o de otro modo;
Al que, con arreglo a derecho, con cualquier carácter excepto el de testigo, sea examinado y faltare a la verdad en perjuicio de otro, negando ser suya la firma con que hubiere suscrito el documento o afirmando un hecho falso o alternando o negando uno verdadero, o sus circunstancias sustanciales.
Lo prevenido en esta fracción no comprende los casos en que la parte sea examinada sobre la cantidad en que estime una cosa o cuando tenga el carácter de acusado;
Al que en juicio de amparo rinda informes como autoridad responsable, en los que afirmare una falsedad o negare la verdad en todo o en parte.
Artículo 247 Bis. Se impondrán de cinco a doce años de prisión y de trescientos a quinientos días multa: Al que examinado por la autoridad judicial como testigo o perito, faltare a la verdad sobre el hecho que se trata de averiguar, o aspectos, cantidades, calidades u otras circunstancias que sean relevantes para establecer el sentido de una opinión o dictamen, ya sea afirmando, negando u ocultando maliciosamente la existencia de algún dato que pueda servir de prueba de la verdad o falsedad del hecho principal, o que aumente o disminuya su gravedad, o que sirva para establecer la naturaleza o particularidades de orden técnico o científico que importen para que la autoridad pronuncie resolución sobre materia cuestionada en el asunto donde el testimonio o la opinión pericial se viertan.
Cuando al sentenciado se le imponga una pena de más de veinte años de prisión por el testimonio o peritaje falsos, la sanción será de ocho a quince años de prisión y de quinientos a ochocientos días multa.
Artículo 248. .- El testigo, perito o intérprete que retracte espontáneamente sus falsas declaraciones rendidas ante cualquier autoridad administrativa o ante la judicial antes de que se pronuncie sentencia en la instancia en que las diere, sólo pagará de 30 a 180 días multa, pero si faltare a la verdad al retractar sus declaraciones, se le aplicará la sanción que corresponda con arreglo a lo prevenido en este capítulo, considerándolo como reincidente.
Artículo 248 Bis. .- Al que con el propósito de inculpar a alguien como responsable de un delito ante la autoridad, simule en su contra la existencia de pruebas materiales que hagan presumir su responsabilidad, se le impondrá prisión de uno a cinco años y de cien a trescientos días multa.

## Uruguay
En el Uruguay rigen las siguientes disposiciones de su Código Penal:

Artículo 180. (Falso testimonio) El que prestando declaración como testigo, en causa civil o criminal, afirmase lo falso, negase lo verdadero, u ocultare en todo o en parte la verdad, será castigado con tres meses de prisión a ocho años de penitenciaría.
Artículo 181. (Circunstancia atenuantes) Constituyen circunstancias atenuantes especiales:
1. Que la falsa declaración se haya prestado en juicio civil, o que prestada en juicio criminal, no tenga importancia para el fallo de la causa o fuere en favor del reo.
2. Que el testigo se hubiere retractado antes de dictarse la sentencia de primera instancia.
Artículo 182. (Circunstancia agravantes) Constituyen circunstancias agravantes especiales:
1. Que la falsa declaración haya determinado una sentencia condenatoria aunque fuere de primera instancia.
2. Que la falsa declaración se hubiere prestado por dinero u otro provecho cualquiera, dado o prometido.
Artículo 183. (De los peritos o intérpretes) La falsa exposición de los peritos o intérpretes, será castigada con las penas establecidas para los testigos, aumentadas de un sexto a un tercio. Les son aplicables a éstos, todas las disposiciones que rigen en falso testimonio.